# Saint-Brieuc
Saint-Brieuc (bretonsko Sant-Brieg) je mesto in občina v severozahodni francoski regiji Bretanji, prefektura departmaja Côtes-d'Armor. Leta 2007 je mesto imelo 46.087 prebivalcev.

## Geografija
Kraj leži v francoski pokrajini Bretaniji ob izlivu rek Gouët in Gouëdic v zaliv Saint-Brieuc, del Rokavskega preliva, 100 km severozahodno od središča regije Rennesa.

## Uprava
Saint-Brieuc je sedež treh kantonov:
- Kanton Saint-Brieuc-Jug (del občine Saint-Brieuc: 15.409 prebivalcev),
- Kanton Saint-Brieuc-Sever (del občine Saint-Brieuc: 14.764 prebivalcev),
- Kanton Saint-Brieuc-Zahod (del občine Saint-Brieuc: 15.914 prebivalcev).

Mesto je prav tako sedež okrožja, v katerega so poleg njegovih vključeni še kantoni Châtelaudren, Chèze, Corlay, Étables-sur-Mer, Lamballe, Langueux, Lanvollon, Loudéac, Moncontour, Paimpol, Pléneuf-Val-André, Plérin, Plœuc-sur-Lié, Ploufragan, Plouguenast, Plouha, Quintin in Uzel z 252.604 prebivalci.

## Zgodovina
Kraj je poimenovan po waleškem menihu, sv. Briocusu, ki je deloval na tem ozemlju v 6. stoletju. Sam kraj je dal ime pokrajini Pays de Saint Brieuc, eni od devetih tradicionalnih škofij v Bretanji, ki so bile pred francosko revolucijo uporabljene kot administrativne enote.

## Zanimivosti
- Katedrala sv. Štefana iz 11. do 12. stoletja,
- ruševine obrambnega stolpa tour de Cesson, grajenega konec 14. stoletja

## Pobratena mesta
- Aberystwyth (Wales, Združeno kraljestvo),
- Aghia Paraskevi (Atika, Grčija),
- Alsdorf (Severno Porenje - Vestfalija, Nemčija).